# Quercus pauciradiata
Quercus pauciradiata — вид рослин з родини Букові (Fagaceae); ендемік Іспанії. Необхідні подальші дослідження для підтвердження таксономічної ідентичності цього виду.

## Опис
Дерево заввишки до 10 м. Гілочки спочатку густо запушені, потім голі. Листки 7–11 × 4–7 см, зів'янувши залишаються на гілці, краї від лопатевих до перистих, волосисті й світло-зелені зверху, волосисті й укриті білуватим нальотом знизу плюс волоски на жилках; ніжка листка завдовжки 1–2 см; листки з'являються за 3 тижні до листків Q. pyrenaica. 
Більшість вироблених квіток чоловічі, жіночих — мало. Плоди часто не життєздатні. Період цвітіння: травень — червень.

## Поширення
Ендемік Іспанії. Зростає лише в Кантабриці, на північному сході провінції Леон, між 920 і 1320 м над рівнем моря.
Росте переважно в лісах з іншими видами дуба. Також трапляється в березовому лісі або галерейному лісі. 

## Загрози
Основна загроза цьому виду — погана регенерація, оскільки мало насіння виявляється життєздатним. Вид також зазнав скорочення доступних місць існування. Також йому загрожує гібридизації, оскільки вони регулярно відбуваються.